# 13978 Hiwasa
13978 Hiwasa este un asteroid din centura principală de asteroizi.

## Descriere
13978 Hiwasa este un asteroid din centura principală de asteroizi. A fost descoperit pe 4 mai 1992 la Geisei de Tsutomu Seki. Asteroidul prezintă o orbită caracterizată de o semiaxă mare de 2,62 ua, o excentricitate de 0,19 și o înclinație de 12,4° în raport cu ecliptica.